# 南鉄送場駅
南鉄送場駅（ナムチョルソンジャンえき）は大韓民国釜山広域市江西区にある、韓国鉄道公社（KORAIL）釜山新港線の駅である。

## 歴史
- 2013年1月31日：開業[1]

## 隣の駅
韓国鉄道公社
釜山新港線（新港南線）
釜山新港駅 - 南鉄送場駅